# Esparros
 Esparros es una población y comuna francesa, situada en la región de Mediodía-Pirineos, departamento de Altos Pirineos, en el distrito de Bagnères-de-Bigorre y cantón de Barthe-de-Neste.

## Demografía
| 523 | 732 | 244 | 232 | 202 | 211 | 192 | 194 | 177 |
| Para los censos de 1962 a 1999 la población legal corresponde a la población sin duplicidades (Fuente: INSEE [Consultar]) |     |     |     |     |     |     |     |     |

## Hermanamientos
- Plan, España.[3]